# Naskapi
Naskapi (Nascapee, Nenenot).- /naskapi, iz naziva Montagnais, ki pomeni "Ljudje od tam, kjer [dežela] izgine". Prevajajo se tudi kot 'neotesani' ali 'necivilizirani'; Danes se imenujejo Innu, ljudje. V preteklosti so se po Hodgeu imenovali Nanénot (ponekod Nenenot), /pravi resnični moški./ Kolektivno ime za nomadske skupine ameriških Algonquian Indijancev, razpršenih po kanadskem polotoku Labrador. Naskapi so sorodni Montagnaisom in jih pogosto poistovetijo zaradi istega imena, s katerim se imenujejo, vendar so kljub temu različni, saj so nižje rasti in svetlejše polti kot Montagnaisi. Po enem avtorju, ki je delno Mi'kmaq Indijanec, so Naskapi sestavljali naslednje skupine (Evan T. Pritchard): 
- Attikiriniouetch

- Bersiamites (Bersimis), morda današnji Betsiamites.

- Chisedech (Chisedec),

- Mouchaouaouastiiriniouek (Mouchaouaouastiirinioek),

- Oukesestigouek]] (Ouchestigouetch), iz Nove Fundlandije in Quebeca.

- Oumamiouek (Oumamiwek, Ste. Marguerite),

- Ouneskapi,

- Outabitibec in

- Outakouamiouek.

Nekateri avtorji med Naskape skupine vključujejo tudi: Oupapinachiouek (Papinachois)
Sodobne skupine:
- Kawawachikamach.

## Zgodovina
Naskapi se prvič omenjajo okoli leta 1643, ko jih je jezuitski misijonar André Richard poimenoval "Ounackkapiouek". Beseda Naskapi se prvič pojavi leta 1733 in opisuje skupino približno 40 družin ob jezeru Achouanipi. Več ali manj so ostali precej nemoteni v svoji izoliranosti. Vendar so se v dvajsetih letih 20. stoletja Naskapi skupine razdelile na dve skupini, ena se je naselila v Davis Inlet, druga pa pri postaji podjetja 'Hudson Bay' ob reki Kaniapiska. Ta druga skupina se je kasneje preselila v Fort Chimo in leta 1956. v Schefferville, v bližino Montagnaisov. Naskapi so ostali zadnja kanadska skupina Indijancev, ki je še naprej govorila svoj jezik.

## Etnografija
Kultura Naskapijev je subarktična, so nomadski lovci in ribiči, katerih glavno bivališče je bilo ob jezeru Indian House Lake. Njihov dom je ogromna labradorska planota s travniki in tundro, kjer lovijo karibuje zaradi mesa in kože za izdelavo wigwamov in oblačil. Lov na karibuje ima zanje največji pomen. Po Kaj Birket-Smithu čutijo sveto dolžnost, da izkoristijo vsak njegov del, vendar je treba upoštevati, da je orodje iz karibujevih kosti in rogov, ki so ga izdelovali Naskapi, zagotovo geografsko pogojeno. Za ulov se lahko zahvalijo le 'gospodarjem živali', to so duhovi gospodarji lovišč, katerih pravila je treba upoštevati, če želijo biti uspešni pri lovu. Evo Lips so Naskapi prepričevali, da je ulov rib odvisen od losove muhe (Tabanus affinis), ki ne dovoljuje prevelikega izlova rib, saj bo sicer izpraznila vse mreže in košare Indijancev. 
Kanu iz brezovega lubja ('birchbark canoe') so uporabljali poleti, pozimi so se Naskapi premikali s krpljami, pasjo vprego pa so si izposodili od svojih sovražnikov Eskimov. Prave plemenske organizacije ni bilo. Ljudstvo je bilo organizirano v majhne skupine, ki so lovile divjad na svojem lovnem ozemlju, pri severnih skupinah je bilo to ozemlje veliko večje.